# اقتصاد سبتي
الاقتصاد السبتي (بالإنجليزية: Sabbath economics) هو نظام اقتصادي يُمثِّل تطبيقًا للجوانب الاقتصادية للسبت في الكتاب المقدس في علم الاجتماع الاقتصادي الحديث، يدافع عنه اللاهوتي المسيحي تشيد مايرز، وفي مقدمة كتابه الذي يُعرِّف فيه هذا النظام، يقول مايرز أن «شعب الله مُلزَم بتقسيم القوالب والبنى الأساسية للثراء والنفوذ الطبقي على نحو منتظم، بحيث يكون هناك ما يكفي للجميع»، وفي قوله هذا يوجد اثنين من المبادئ الأساسية للرؤية الاجتماعية الاقتصادية التي يقدمها مايرز:
1. التركيز على إعادة التوزيع الطوعي للثروة.
2. أساس من الوفرة على عكس الندرة المتواجدة في نماذج الاقتصاد الحديثة الأخرى.[2]

وبحسب المناصرين والداعين لهذا النظام الاقتصادي، فإن معيار العدالة الاقتصادية والاجتماعية موجود في الكتاب المقدس، الذي يدعونا إلى تأمله لملاحظة هذه المبادئ الاقتصادية، التي تتمحور حول الهبات والحدود، وذلك بتقدير ما يمنحه الخالق، مع تحمل مسؤولية عدم أخذ الكثير، وعدم إساءة فهم هذه الهبة على أنها ملك، ويمكن تلخيص الآثار الاقتصادية لهذا كما هو موضح في الكتاب المقدس في ثلاث مسلمات:
1. العالم كما خلقه الله وفير بما فيه الكفاية للجميع -شريطة أن تُحدِّد المجتمعات البشرية شهواتها وأن تعيش ضمن الحدود.
2. التفاوت في الثروة والسلطة ليس «طبيعي» بل هو نتيجة خطيئة بشرية، ويجب تقليصها داخل مجتمع الإيمان من خلال الممارسة المنتظمة لإعادة التوزيع.
3. تدعو الرسالة النبوية الناس إلى ممارسة إعادة التوزيع، وتصف هذه الدعوة بأنها «أخبار سارة» للفقراء.[3][4]

ومن مفاهيم الكتاب المقدس التي أخذت منها مبادئ اقتصاد السبت هي:
- يوم السبت، وهو يوم الراحة الأسبوعي المخصص للعبادة، والذي يحدده الكتاب المقدس باليوم السابع، وتحديدًا خلال الرحلة عبر الأراضي القافرة الموصوفة في الإصحاحات 15-17 من سفر الخروج.
- عام شميتا أو السنة السبتية، الموصوف في الإصحاح 23 منسفر الخروج، وفيه لا تُزرَع الأرض، ويُطلَق سراح العبيد الإسرائيليين كل سبع سنوات.
- السنة الخمسين أو سنة اليوبيل وهي السنة التي تلي حلقة من سبع سنوات سبتية، وفيها تُبرّأ جميع الديون، وتُعاد جميع الممتلكات إلى أصحابها الأصليين.

سعى آخرون منذ ذلك الحين لاختبار أفكار اقتصاد السبت بطرق عملية، كما حظي هذا المفهوم والمفاهيم المرتبطة به من اقتصاديات اليوبيل باهتمام من مجتمع لاهوت التحرير والمفكرين المسيحيين الآخرين المهتمين بمواضيع العدالة الاجتماعية والمساواة بين الجنسين والقضايا الإنسانية الأخرى.